# Svastra obliqua
Svastra obliqua là một loài Hymenoptera trong họ Apidae. Loài này được Say mô tả khoa học năm 1837.

## Hình ảnh

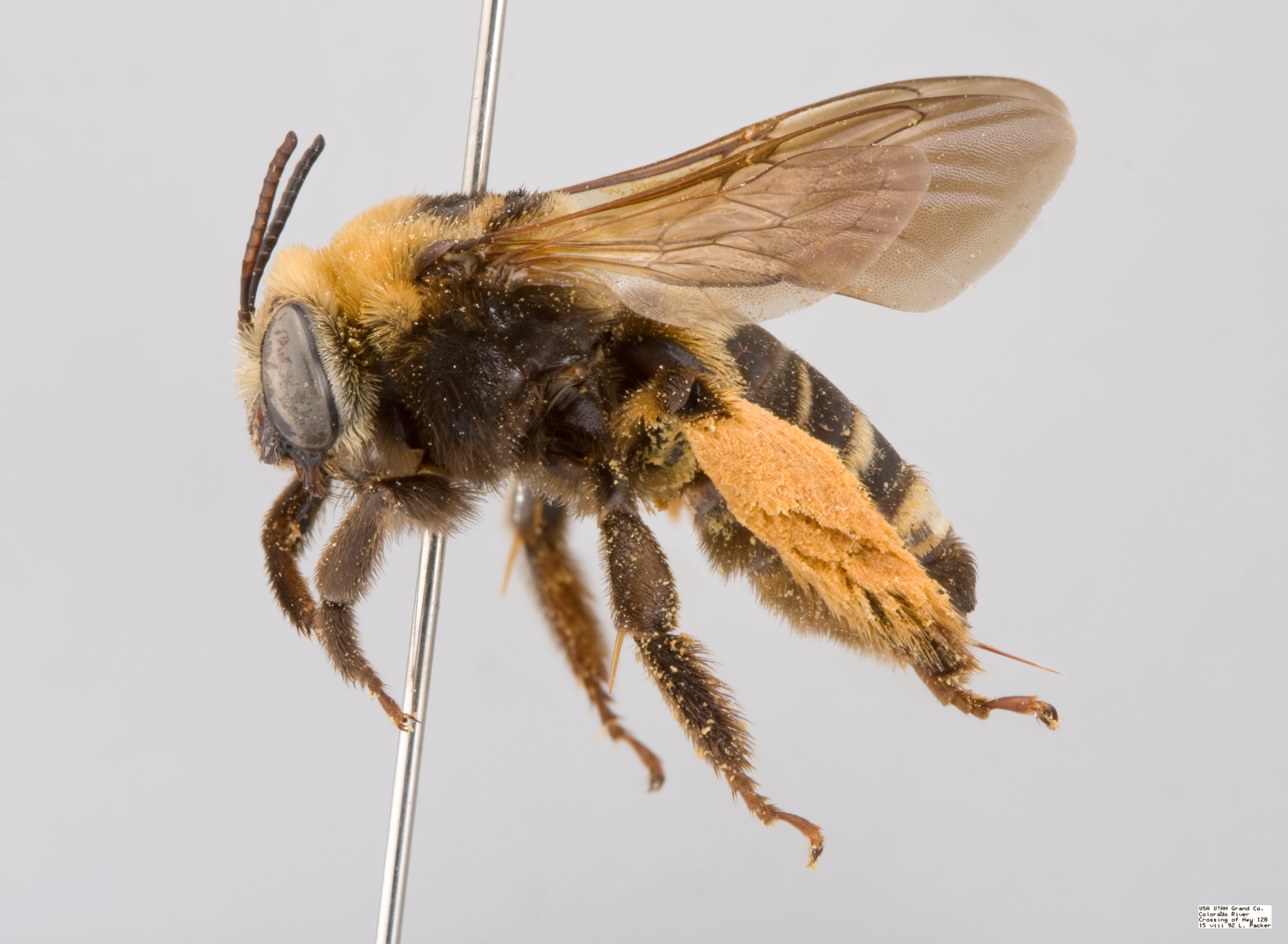